# On a Clear Day You Can See Forever (album)
On a Clear Day You Can See Forever è un album discografico di colonna sonora del 1970 relativo al film omonimo, il cui titolo in italiano è L'amica delle 5 ½.
L'album è interpretato da Barbra Streisand e Yves Montand.

## Tracce
Tutti i brani sono stati scritti da Burton Lane e Alan Jay Lerner, eccetto dove indicato.
1. Hurry! It's Lovely Up Here – 2:56 – Barbra Streisand
2. On a Clear Day (You Can See Forever) (Main Theme) – 2:28 – Orchestra / Chorus
3. Love with All the Trimmings – 2:50 – Streisand
4. Melinda – 2:18 (Luiz Bonfá, Lane, Lerner, Maria Toledo) – Yves Montand
5. Go to Sleep – 3:01 – Streisand
6. He Isn't You – 2:14 – Streisand
7. What Did I Have That I Don't Have – 5:58 – Streisand
8. Come Back to Me – 4:25 – Montand
9. On a Clear Day (You Can See Forever) – 2:51 – Montand
10. On a Clear Day (You Can See Forever) (Reprise) – 2:11 – Streisand